# Aleiodes mythimnae
Aleiodes mythimnae är en stekelart som beskrevs av He och Chen 1988. Aleiodes mythimnae ingår i släktet Aleiodes och familjen bracksteklar. Inga underarter finns listade i Catalogue of Life.